# Corinna Rückert
Corinna Rückert (* 1965 in Lüneburg) ist eine deutsche Kulturwissenschaftlerin und Autorin.
Rückert studierte Angewandte Kulturwissenschaft und wurde 2000 über das Thema Frauenpornographie zum Dr. phil. promoviert. Im Rahmen ihrer Promotionsforschung drehte sie zusammen mit dem Kameramann Roman Miller unter dem gemeinsamen Pseudonym Cora Romanelli den wissenschaftlich-theoretischen Porno Das Geburtstagsgeschenk.
Danach wurde Rückert freie Autorin und verwertete 2004 ihre Forschungsergebnisse in dem eher populären Werk Die neue Lust der Frauen. 2005 bis 2009 schrieb sie vier erotische Romane.
Sie ist verheiratet und hat einen Sohn. Sie wohnt in Berlin und der Lüneburger Heide.